# Лейк-Ріверсайд (Каліфорнія)
Лейк-Ріверсайд (англ. Lake Riverside) — переписна місцевість (CDP) в США, в окрузі Ріверсайд штату Каліфорнія. Населення — 1375 осіб (2020).

## Географія
Лейк-Ріверсайд розташований за координатами 33°31′7″ пн. ш. 116°48′44″ зх. д. / 33.51861° пн. ш. 116.81222° зх. д. (33.518735, -116.812103).  За даними Бюро перепису населення США в 2010 році переписна місцевість мала площу 18,85 км², з яких 18,63 км² — суходіл та 0,22 км² — водойми.

## Демографія
Згідно з переписом 2010 року, у переписній місцевості мешкали 1173 особи в 444 домогосподарствах у складі 334 родин. Густота населення становила 62 особи/км².  Було 526 помешкань (28/км²).
Расовий склад населення:
| - 88,8 % — білих - 1,8 % — чорних або афроамериканців - 1,4 % — корінних американців - 0,7 % — вихідців з тихоокеанських островів - 0,2 % — азіатів - 3,9 % — осіб інших рас |

До двох чи більше рас належало 3,2 %. Частка іспаномовних становила 15,9 % від усіх жителів.
За віковим діапазоном населення розподілялося таким чином: 22,8 % — особи молодші 18 років, 61,2 % — особи у віці 18—64 років, 16,0 % — особи у віці 65 років та старші. Медіана віку мешканця становила 45,5 року. На 100 осіб жіночої статі у переписній місцевості припадало 106,9 чоловіків;  на 100 жінок у віці від 18 років та старших — 102,2 чоловіків також старших 18 років.
Середній дохід на одне домашнє господарство  становив 64 782 долари США (медіана — 70 750), а середній дохід на одну сім'ю — 63 544 долари (медіана — 70 875). За межею бідності перебувало 7,2 % осіб, у тому числі 0,0 % дітей у віці до 18 років та 0,0 % осіб у віці 65 років та старших.
Цивільне працевлаштоване населення становило 226 осіб. Основні галузі зайнятості: будівництво — 22,1 %, роздрібна торгівля — 12,8 %, мистецтво, розваги та відпочинок — 10,6 %, науковці, спеціалісти, менеджери — 10,2 %.